# Bethany, West Virginia
Bethany är en ort i Brooke County i delstaten West Virginia, USA.